# Elasto Mania
Elasto Mania – komputerowa gra zręcznościowa stworzona w 2000 roku przez Balázsa Rózsę jako kontynuacja Action SuperCross (1997). Jej planowany port na konsolę Nintendo DS został anulowany.
W Elasto Manii zadaniem gracza jest dotarcie motocyklem do mety (oznaczonej stokrotką) w jak najkrótszym czasie. Po drodze należy uważać na przeszkody (nie można uderzyć w nic głową), omijać pułapki oraz zebrać wszystkie rozmieszczone na mapie jabłka.
W wersji shareware dostępne jest 18 poziomów, a w wersji pełnej – 54 poziomy.
W 2017 roku premierę miała Elasto Mania II.
W 2021 roku zapowiedziano odświeżoną wersję pierwszej części gry na komputery stacjonarne i konsole.